# Pungwe
Pungwe nebo také Púnguè je řeka v Africe, dlouhá 400 kilometrů. Pramení na území Zimbabwe pod nejvyšší horou země Nyangani a teče k jihovýchodu do Mosambiku, kde se vlévá do Mosambického průlivu širokým estuárem, na jehož pobřeží leží město Beira. Protéká národními parky Nyanga a Gorongosa, největším přítokem je Urema. Na horním toku leží vodopády Pungwe Falls, v rovině na dolním toku se Pungwe rozlévá do množství ramen. Časté jsou záplavy. Podél řeky se nacházejí plantáže čajovníku. Řeka je zdrojem pitné vody pro více než milion obyvatel žijících v jejím povodí, také se v ní rýžuje zlato.